# Via da qui (Giovanni Caccamo e Deborah Iurato)
Via da qui è un singolo dei cantanti italiani Giovanni Caccamo e Deborah Iurato, pubblicato il 10 febbraio 2016 dalla Sugar Music.

## La canzone
Scritto da Giuliano Sangiorgi dei Negramaro, il brano è stato presentato dai due artisti durante il Festival di Sanremo 2016, dove si è classificato terzo, ed è presente negli album Non siamo soli di Caccamo e Sono ancora io della Iurato, entrambi pubblicati nel febbraio 2016.

## Video musicale
Il videoclip del brano è stato reso disponibile il 10 febbraio 2016 attraverso il canale YouTube di Caccamo.

## Tracce
1. Via da qui – 3:37 (Giuliano Sangiorgi)

## Classifiche
| Classifica (2016) | Posizione massima |
| ----------------- | ----------------- |
| Italia            | 35                |